# Daniel Helldén
Erik Daniel Helldén (ur. 27 czerwca 1965 w Luleå) – szwedzki polityk, politolog, nauczyciel akademicki i samorządowiec, parlamentarzysta, od 2023 współprzewodniczący Partii Zielonych.

## Życiorys
Z wykształcenia politolog, doktoryzował się na Uniwersytecie Sztokholmskim w 2005. Został nauczycielem akademickim na tej uczelni. Zaangażował się w działalność polityczną w ramach Partii Zielonych. Działał w samorządzie lokalnym w gminie Gnesta. Od 2011 był radnym miejskim w Sztokholmie, od 2014 wchodził w skład władz wykonawczych, w których zajmował się sprawami transportu. Był też liderem frakcji radnych swojego ugrupowania.
W wyborach w 2022 uzyskał mandat posła do Riksdagu. W listopadzie 2023 zastąpił Pera Bolunda na funkcji współprzewodniczącego Partii Zielonych.